# Успение Богородично (Даутбал)
Вижте пояснителната страница за други значения на Успение Богородично.
„Успение Богородично“ (на гръцки: Ι. Ν. Κοιμήσεως Θεοτόκου Ωραιοκάστρου) е църква в солунското градче Даутбал (Ореокастро), Гърция, енорийски храм на Неаполската и Ставруполска епархия.
В 1945 година на мястото на църквата е построен малък храм. Скоро той е разрушен и в 1954 година е поставен основният камък на сегашната църква. Двадесет години по-късно на 10 ноември 1974 г. църквата е осветена от митрополит Дионисий Неаполски и Ставруполски. В архитектурно отношение е кръстообразен храм с купол и камбанария на фасадата. Вътрешността е изписана.